# 海原やすよ ともこ
海原やすよ ともこ（うなばら やすよ ともこ、「海原やすよ・ともこ」と表記されることもある。）は、吉本興業（大阪本部）所属の姉妹お笑いコンビ。1992年2月結成。略称は、やすとも。大阪府寝屋川市出身。

## メンバー
海原 やすよ（うなばら やすよ、1975年10月14日 - ）（49歳）
- 立ち位置は向かって左、妹。ツッコミ担当（結成当時はボケ）。
- 本名：宮本 康世（みやもと やすよ）。旧姓：梅本（うめもと）。
- 淀之水高等学校（現：昇陽高等学校）卒業。
- 2005年12月に当時オリックス・バファローズ投手であった宮本大輔と結婚。
- 2016年12月26日に、脳動脈瘤の加療のために入院したことが発表される[3]。

海原 ともこ（うなばら ともこ、1971年12月27日 - ）（53歳）
- 立ち位置は向かって右、姉。ボケ担当（結成当時はツッコミ）。
- 本名：前田 智子（まえだ ともこ）。旧姓：梅本（うめもと）。
- 淀之水高等学校（現：昇陽高等学校）卒業。
- 2003年に1度離婚したが、2006年8月16日に、元男闘呼組の前田耕陽とできちゃった結婚で再婚（前田も離婚歴があるため共に再婚）。2007年4月12日、第1子となる女児を出産。同年6月7日放送のテレビ『なるトモ!』（読売テレビ）より復帰。
- 2013年5月13日、帝王切開により第2子となる男児を出産した。
- 2023年より、新たにM-1グランプリ（M-1グランプリ2023）の審査員に就任することが発表された[4]。

## 略歴
漫才コンビ 海原お浜・小浜の小浜の孫で、海原かける・めぐるのかけるを父、マジシャンのワンダーのり子を母に持つ。
幼い頃から玉造稲荷神社の舞台に立つなど2人でよく漫才をしており、小学生の頃にケーエープロダクション社長の藤井康民から毎週水曜日に漫才の稽古を受けた。1985年（昭和60年）にテレビで小浜の前で漫才を披露した。当時のコンビ名は「海原阿里・真里」（やすよが真里、ともこが阿里）、1992年（平成4年）2月に、やすよが中田カウス・ボタンの漫才のファンであったため、親交のあった父・かけるの紹介でボタンに弟子入りして正式にコンビを結成した。本来ならば「中田やすよ・ともこ」となるはずだが、「女流漫才の名門である海原の屋号を名乗ったほうが良いと思う。お婆ちゃん（小浜）に海原の屋号を名乗っていいかどうか、相談しておいで」と師匠が計らい、快諾した小浜のおかげで海原の屋号を名乗る運びとなった。小浜は2代目『海原お浜・小浜』を名乗っても良いと言ったが、やすよ・ともこの2人が断った。海原小浜の弟子ではなく、海原一門とも直接的な関係はない。ボタンへ弟子入りが、やすよが先でともこが後であったことから、コンビ名は妹やすよを先に置いた。
結成当初はやすよがボケ、ともこがツッコミを担当していたが、2年目から現在のスタイルに交替した。ネタは、最新の芸能ネタを前振りにして、そこから転じて「東京と大阪の女の子の違い」や「大阪のオバチャンの生態」を示すものが多い。大げさに大阪の女の子やオバチャンを表現するともこのボケを、やすよが宥める。
姉妹で大阪の「ちゃんこ家unabara」をプロデュースし、父の海原かけるが経営した。2009年（平成21年）11月1日に梅田のヨドバシカメラ7階に、プロデュースするモンブランの専門店「モンローズ」を開店したが現在は閉店している。
2020年3月1日になんばグランド花月の看板となる。

## その他
- 水玉れっぷう隊とはデビューがほぼ同時期で、ココリコも同期にあたる。
- 若手時代にコンビ名「シューク」で約2年間活動した[9]。由来はSUE CREAM SUE（シュークリームシュ）。
- 元漫才師の高僧・野々村の2人とは、『すんげー!Best10』（朝日放送）出演時より交流があり、野々村は芸人を引退した後も構成作家としてやすよ・ともこの漫才を2人と共同で制作していた。現在は構成作家として、大阪関係の仕事から一線を退いているが、やすともの漫才作家の仕事だけは継続している。
- ともこと夫・前田耕陽の出会いは『なるトモ!』（読売テレビ）で共演したことがきっかけだった[10]。
- 2人とも極度の潔癖症だが、特にやすよは極端であり、家に遊びに来た友達を風呂に入らせた上で家に上げた[11]。
- 夫の前田耕陽によると、ともこは自身が作ったオムライスの中のタマネギが大きかった事を前田から指摘されて以来、家で料理を作っていない[10]。
- ともこは女性にしては大柄であり、ギャルのようなファッションやメイクで有名だが、自らの容姿や体型で笑いを取る芸人が多い上方演芸界の中では珍しくそのようなネタをあまりしないことで知られている。しかし年々やすよも体型に変化が出たため、ネタにするようにはなってきている。
- ファッションセンスは2人とも昔から高く、流行の服や髪型やメイクをしており、私服での出演が多い。また、女芸人には珍しく美人姉妹と呼ばれていた。
- 「怖い先輩」としてダウンタウンや雨上がり決死隊（解散）、千原兄弟を挙げている。昔はほんこん（130R）も怖いと思っていたが、ともこ曰く「ほんこんはもう（緊張）せぇへん」と話していた。また雨上がり決死隊の2年後輩のナインティナインは「今は怖くないけど、矢部さんよりも岡村さんの方が怖かった」と語っており、2人とも結婚前の岡村へ恋愛のアドバイスをしていたほど仲が良い。
- ビートたけしはやすよ・ともこの漫才を高く評価しており、2015年12月20日放送の「Cygames THE MANZAI 2015 プレミアマスターズ」（フジテレビ）で2人の漫才を見た際に「今の女の人の漫才で一番上手い」「女を感じない」と絶賛している。たけしは全芸人のネタ終了後、やすよ・ともこに「たけし賞」[注 1]を授与している[12]。また2024年、同番組内で2人の漫才を見た際は「今まで女のコンビでは海原千里・万里が最高だと思ってたが、この人たちは完全に越した。」と賞賛した。
- ともこの夫の前田は元ジャニーズであるが、ともこ自身は「全くジャニーズだと思っていない」と述べている[13]。

## 受賞歴
- 今宮子供えびすマンザイ新人コンクール 1994年／第15回 香川登枝緒賞
- ABCお笑い新人グランプリ 1995年／第16回 最優秀新人賞
- NHK新人演芸大賞 1995年／第10回 演芸部門大賞
- NHK上方漫才コンテスト 1995年／第25回 優秀賞
- 上方漫才大賞 1995年／第30回 新人奨励賞
- 上方漫才大賞 1997年／第32回 新人賞
- ネイルフェスティバル1998 1998年 ネイルクィーン （ともこのみ）
- 上方お笑い大賞 2005年／第34回 最優秀技能賞
- 上方漫才大賞 2008年／第43回 奨励賞
- 上方漫才大賞 2012年／第47回 上方漫才大賞
- Cygames THE MANZAI 2015 プレミアマスターズ たけし賞
- 上方漫才大賞 2017年／第52回 上方漫才大賞

## 出演

### テレビ番組

#### 現在のレギュラー番組
- やすとものどこいこ!?（テレビ大阪、2012年3月4日 - ）
- 教えて!ニュースライブ 正義のミカタ（朝日放送テレビ、2014年4月5日 - ）- ともこのみ
- やすとも・友近のキメツケ!※あくまで個人の感想です（関西テレビ、2018年4月24日 - ） - MC[14]
- やすとものいたって真剣です（朝日放送テレビ、2020年4月2日 - ）- MC
- Cygames THE MANZAI マスターズ（フジテレビ系列）- 毎年12月放送の特番[15]
- やすとも×中川家の旅はノープラン（読売テレビ）- 不定期放送
- 草彅やすともの うさぎとかめ（読売テレビ、2022年5月15日 - ） - MC

#### 過去のレギュラー番組
- PUSH!（朝日放送、1997年10月 - 1998年3月）
- 情報満載 ひるまで!すっぴん!（読売テレビ、2003年9月 - 2004年3月）- 水曜日レギュラー
- 2時ワクッ!（関西テレビ、2004年3月29日 - 2005年12月19日）- 月曜パネリスト
- わいど!ABC（朝日放送、2004年4月 - 9月）- 木曜レギュラー
- にっちょび!（関西テレビ、2004年4月11日 - 2005年3月27日）
- なるトモ!（読売テレビ、2005年 - 2009年）- 木曜レギュラー
- バラエティー生活笑百科（NHK総合）
- せやねん!（毎日放送）
- ミックスパイください（CBCテレビ、火曜の収録ロケコーナー担当）
- 女の子宣言! アゲぽよTV（毎日放送、声〈ともこのみ〉）
- 人形芸人 ドント&ノット（テレビ東京、2008年 - 2010年）
- 女性ホルモン分泌バラエティー 全力☆が〜る（毎日放送）
- 関西バンザイTV まぶしいチカラ→千原ジュニアのまぶしいチカラ（毎日放送）
- 雨上がりのやまとナゼ?しこ（朝日放送、2011年 - 2015年）
- よしもと情熱コメディ〜TVのウラ側で大騒ぎ!モンスターAD奮闘記〜（読売テレビ、2012年 - 2013年）
- プリプリ（毎日放送、2012年10月 - 2013年3月）- 火曜レギュラー
- 大阪発しゃべるランチタイム なにしよ!?（テレビ大阪、2013年 - 2014年）
- 週末お出かけバラエティー・やすとも・忠志のひるきん（テレビ大阪、2014年）
- よ〜いドン!サンデー（関西テレビ、2014年 - 2018年）- すっきり♪お悩みウーマン担当
- 雨上がりの「Aさんの話」〜事情通に聞きました!〜（朝日放送、2016年 - 2019年3月）
- やすともの恋愛島（朝日放送テレビ、2019年10月 - 2020年3月）
- 晴れ・どきドキ晴れ（中部日本放送）- 準レギュラー（週刊若スポのみ）
- モモコのOH!ソレ!み〜よ!（関西テレビ）- 準レギュラー
- 愛の修羅バラ!（読売テレビ）- 準レギュラー

### ラジオ番組
- やすよとともこのOFF MODE（朝日放送ラジオ、2020年4月 - 2021年3月 ）
- 中川家と海原やすよ ともこのオールナイトニッポンGOLD（ニッポン放送、2023年2月10日）

### 映画
- サンブンノイチ（2014年、KADOKAWA・吉本興業） - マリアン 役〈ともこのみ〉

### 劇場アニメ
- 名探偵コナン 14番目の標的（1998年、東宝） - 辻弘樹の彼女 役[16]

### 舞台
- 吉本百年物語 キミとボクから始まった（2012年5月、なんばグランド花月） - 轟一蝶の妻・日出子 役〈やすよ〉

### CM
- 関西電力（2022年 - ）
- 花王 ハミング消臭実感Wパワー「しつこいニオイに」篇（2022年）
- あみだ池大黒「大阪もちまろ菓」（2023年 - ）
- Visa 「タッチ決済」（2024年 - ）
- オンデーズ「やすとも 遠近両用メガネ」篇（2025年 - ）[17]